# 花山院常雅
花山院 常雅（かさんのいん ときまさ 又は、つねまさ ）は、江戸時代中期の公卿。権大納言・花山院持実の子。官位は従一位・右大臣。花山院家27代当主。

## 経歴
父・持実が権大納言を辞職して朝廷の官職から離れた元禄16年（1703年）に叙爵。以降累進して元文元年（1736年）に内大臣に任じられ、元文4年（1739年）まで務めた。延享4年（1747年）に従一位昇進。寛延2年（1749年）に右大臣となるもすぐに辞職し、以降薨去まで政界に復帰することはなかった。
明和7年（1770年）、片歌を提唱した建部綾足に『片歌道守』の称号を授けた。また、和漢をよくし伊藤東涯に深く心酔していた。東涯が死去した際には、その墓碑の銘文を東涯の弟子らに追贈した。

## 系譜
- 父：花山院持実
- 母：不詳
- 正室：鷹司輔信の娘
  - 男子：花山院長熙
- 生母不明の子女
  - 女子：東園基辰室
  - 女子：野宮定業室
  - 女子：橋本実誠正室
  - 女子：花山院敬姫 - 知子、松前道広正室